# Heteropterys occhionii
Heteropterys occhionii là một loài thực vật có hoa trong họ Malpighiaceae. Loài này được Amorim mô tả khoa học đầu tiên năm 2001.